# Miamisburg
Miamisburg is een plaats (city) in de Amerikaanse staat Ohio, en valt bestuurlijk gezien onder Montgomery County.

## Demografie
Bij de volkstelling in 2000 werd het aantal inwoners vastgesteld op 19.489.
In 2006 is het aantal inwoners door het United States Census Bureau geschat op 19.878, een stijging van 389 (2.0%).

## Geografie
Volgens het United States Census Bureau beslaat de plaats een oppervlakte van
29,5 km², waarvan 29,0 km² land en 0,5 km² water. Miamisburg ligt op ongeveer 296 m boven zeeniveau.

## Plaatsen in de nabije omgeving
De onderstaande figuur toont nabijgelegen plaatsen in een straal van 12 km rond Miamisburg.